# ハイノート・レコード
ハイノート・レコード（HighNote Records）は、1997年にジョー・フィールズと息子のバーニー・フィールズによって設立されたジャズのレコード会社およびレーベル。
ジョー・フィールズは、1960年代にプレスティッジ・レコードで働き、1970年代にミューズ・レコードを設立した。ミューズを売却した後、息子のバーニーとともにハイノートとサヴァンというレーベルを立ち上げた。ハイノートのアーティストの多くは、それ以前にミューズのためにレコーディングしていた。
このカタログには、シンディ・ブラックマン、ラリー・コリエル、ジョーイ・デフランセスコ、チャールズ・アーランド、ラッセル・ガン、エタ・ジョーンズ、シーラ・ジョーダン、ヒューストン・パーソン、ジミー・ポンダーが含まれている。

## 姉妹レーベル
- フェドラ・レコード (Fedora Records) ※1990年代後半に設立[4]